# 3375 Amy
3375 Amy је астероид главног астероидног појаса чија средња удаљеност од Сунца износи 2,171 астрономских јединица (АЈ).
Апсолутна магнитуда астероида је 13,6.